# Via del Pernicone
Via del Pernicone är en gata i Rione Monti i Rom. Gatan löper från Via Cavour till Via del Buon Consiglio. Via del Pernicone är belägen i det forna distriktet Carinae.

## Beskrivning
Enligt en teori är gatan uppkallad efter familjen Perniconi (eller Pernigoni), som här ägde fastigheter. En annan teori gör gällande att gatans namn kommer av en frukthandlare som sålde persikor (italienska pesche, singular pesca), vilka på romersk dialekt kallades för perniconcine.
Alldeles i närheten av Via del Pernicone är kyrkan Santa Maria del Buon Consiglio belägen. Kyrkan, som har anor från medeltiden, eldhärjades år 1974 och dekonsekrerades kort därefter. Under 2000-talet restaurerades den och nykonsekrerades.
Vid Via del Pernicone är vespamuseet Bici e Baci beläget.

## Omgivningar
Kyrkobyggnader och kapell
- Santa Maria del Buon Consiglio
- Santa Maria in Carinis

Gator och gränder
- Via del Colosseo
- Via del Cardello
- Via del Buon Consiglio
- Vicolo del Buon Consiglio
- Via Frangipane
- Via Vittorino da Feltre
- Via delle Carine
- Via del Tempio della Pace

## Bilder
| - Santa Maria del Buon Consiglio. - Santa Maria in Carinis. |